# Prostylos

Prostylos

Als Prostylos bezeichnet man einen Typus des griechischen Tempels. Beim Prostylos ist dem Pronaos, der Vorhalle eines Antentempels, oder der Cella eines Tempels bei fehlendem Pronaos auf ganzer Breite eine Säulenreihe vorgestellt (vgl. Vitruv III 2, 3). Diese Säulenstellung kann auch um Säulen an den Flanken erweitert werden, so dass prostyle Vorhallen von beispielsweise 4 × 2 Säulen entstehen. Ein Beispiel hierfür ist der hellenistische Tempel im Heiligen Bezirk von Dodona. Einfache Prostyloi sind etwa der Tempel A auf Paros, das Schatzhaus von Gela in Olympia, der Tempel des Apollon Patroos auf der Athener Agora, der Demetertempel in Milet oder der Zeus-Sosipolis-Tempel in Magnesia.
Eine Variante des Prostylos, der auf Vorder- und Rückseite eine Säulenreihe aufweist, ist der Amphiprostylos.